# Magnus II av Braunschweig-Lüneburg
Magnus II "Torquatus" av Braunschweig-Lüneburg, tyska Magnus "mit der Kette", född omkring 1328, död 26 juli 1373 i Leveste (stupade i strid mot greve Otto von Schauenburg), begravd i Braunschweigs katedral. Han var hertig av Braunschweig-Lüneburg 1369-1373. Magnus var son till hertig Magnus I av Braunschweig-Wolfenbüttel (död 1369) och Sophia av Brandenburg-Landsberg (död omkring 1356).

## Biografi
Magnus "Torquatus", medregent av Braunschweig redan 1345, fick sitt tillnamn då han jämt bar en silverkedja runt halsen efter att hans far en gång hotat att förse honom med hänglås. Efter brodern Ludvigs död 1367 blev Magnus arvtagare till båda delarna av hertigdömet, Braunschweig och Lüneburg. Då fadern och hertig Wilhelm "Långben" av Braunschweig-Lüneburg båda avled 1369 tillföll så båda delfurstendömena Magnus. Redan 1370 miste dock Magnus Lüneburg till hertigarna av Sachsen, vilka givits Lüneburg av kejsar Karl IV (död 1378). Detta kunde inte Magnus acceptera, och det lüneburgska arvsföljdkriget var ett faktum. Kejsar Karl IV belade Magnus med riksakt 1371. Flera städer - däribland Lüneburg, Uelzen och Hannover - svor lydnad till de sachsiska hertigarna, och Magnus kunde endast med knapp nöd förmå staden Braunschweig att kvarstå vid hans sida.
1373 föll Magnus i strid vid Leveste am Deister mot greve Otto von Schauenburg, men det lüneburgska arvsföljdkriget fortsatte till 1388.
Magnus efterträddes gemensamt av sina söner Fredrik, Bernhard och Henrik.

## Äktenskap och barn
Magnus "Torquatus" gifte sig före 6 oktober 1356 med Katharina av Anhalt-Bernburg (död 1390). Paret fick följande barn:
1. Agnes (död 1410), gift med hertig Albrekt I av Braunschweig-Grubenhagen (död 1383)
2. Fredrik I (1357/1358-1400, mördades), hertig av Braunschweig-Lüneburg, tysk motkung 1400
3. Bernhard I av Braunschweig-Lüneburg (död 1434), hertig av Braunschweig-Lüneburg
4. Sophia av Braunschweig-Lüneburg (död 1416), gift med hertig Erik IV av Sachsen-Lauenburg (1354-1412)
5. Otto (död 1406), ärkebiskop av Bremen 1395-1406
6. Henrik den milde av Braunschweig-Lüneburg (död 1416), hertig av Braunschweig-Lüneburg
7. Katharina Elisabeth av Braunschweig-Lüneburg (död 1417/1422), gift med Gerhard VI av Holstein (stupad 1404)
8. Agnes av Braunschweig-Lüneburg (död 1430/1434), gift 1. med greve Burkhard V (VIII) av Mansfeld (död 1389/1390), gift 2. med hertig Bogislav VI av Pommern (död 1393), gift 3. med förre svenske kungen Albrekt av Mecklenburg (1338/1340-1412)
9. Matilda (död 1433), gift med greve Otto av Hoya (död 1428)
10. Elisabeth (död 1420), gift med greve Moritz av Oldenburg (död 1420)
11. Helene, gift med greve Erik I av Hoya (död 1426/1427)
12. Albrekt, var präst 1378